# AC/DC/Auszeichnungen für Musikverkäufe

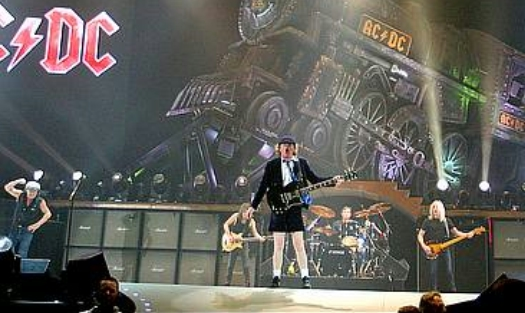
AC/DC live (2008)

Dies ist eine Übersicht über die Auszeichnungen für Musikverkäufe der australischen Hard-Rock-Band AC/DC. Die Auszeichnungen finden sich nach ihrer Art (Gold, Platin usw.), nach Staaten getrennt in chronologischer Reihenfolge, geordnet sowie nach den Tonträgern selbst, ebenfalls in chronologischer Reihenfolge, getrennt nach Medium (Alben, Singles usw.), wieder.

## Auszeichnungen
| - Portugal - 2010: für das Videoalbum Live at Donington - Vereinigtes Königreich - 1986: für das Album Fly on the Wall - 2021: für die Single Whole Lotta Rosie - 2022: für die Single It’s a Long Way to the Top - 2023: für die Single Dirty Deeds Done Dirt Cheap - Argentinien - 1993: für das Album Who Made Who - 1995: für das Album Ballbreaker - 2000: für das Album Stiff Upper Lip - 2003: für das Album Highway to Hell - 2003: für das Album Live (Sony) - Australien - 2010: für das Album Backtracks - 2012: für das Album Live at River Plate - 2020: für das Album Power Up - Belgien - 2009: für das Videoalbum Family Jewels - 2015: für das Album Rock or Bust - Brasilien - 2024: für das Album Back in Black - 2024: für das Album The Razors Edge - 2024: für das Album Iron Man 2 - 2024: für die Single T.N.T. - 2024: für die Single Hells Bells - 2024: für die Single Shoot to Thrill - 2024: für die Single Rock or Bust - Dänemark - 2014: für das Album Rock or Bust - 2017: für das Album Live at River Plate - 2021: für die Single T.N.T. - 2024: für das Album High Voltage - 2025: für die Single Hells Bells - Deutschland - 1991: für das Album Highway to Hell (Atlantic) - 1991: für das Album Blow Up Your Video - 1991: für das Album Powerage - 1994: für das Album Live (Collector’s Edition) - 1994: für das Album Live - 1995: für das Album Ballbreaker - 1995: für das Album Fly on the Wall - 2000: für das Album Flick of the Switch - 2009: für das Videoalbum No Bull - 2022: für die Single Hells Bells - 2022: für die Single T.N.T. - 2022: für die Single You Shook Me All Night Long - Finnland - 1988: für das Album Blow Up Your Video - 1992: für das Album Live - 1995: für das Album Ballbreaker - 2000: für das Album Stiff Upper Lip - 2003: für das Videoalbum Live at Donington - 2007: für das Videoalbum Plug Me In - 2011: für das Videoalbum Live at River Plate - 2014: für das Album Rock or Bust - Frankreich - 1980: für das Album Powerage - 1980: für das Album If You Want Blood You’ve Got It - 1980: für das Album Let There Be Rock - 1980: für das Album High Voltage - 1984: für das Album Flick of the Switch - 1991: für das Album The Razors Edge - 2010: für das Album Iron Man 2 - 2012: für das Album Live at River Plate - Griechenland - 2010: für das Album Iron Man 2 - Irland - 2011: für das Videoalbum Live at River Plate - Italien - 2010: für das Album Black Ice - 2014: für das Album Live - 2014: für das Album The Razors Edge - 2017: für das Album Live at River Plate - 2019: für die Single Hells Bells - 2020: für das Album For Those About to Rock (We Salute You) - 2020: für das Album Power Up - 2021: für die Single Shoot to Thrill - 2024: für die Single It’s a Long Way to the Top - Kanada - 2007: für den Ringtone Hells Bells - 2024: für das Album Powerage - 2024: für das Album Ballbreaker - 2024: für die Single Whole Lotta Rosie - 2024: für die Single Let There Be Rock - 2024: für das Lied Ride On - 2024: für das Lied Big Balls - 2024: für die Single Girls Got Rhythm - 2024: für das Lied If You Want Blood You’ve Got It - 2024: für das Lied Have a Drink On Me - 2024: für die Single Stiff Upper Lip - 2024: für das Album Let There Be Rock - 2024: für die Single Are You Ready - 2024: für die Single Rock or Bust - 2024: für die Single Shot in the Dark - 2024: für das Album Power Up - Mexiko - 2010: für das Album Iron Man 2 - 2020: für die Single Dirty Deeds Done Dirt Cheap - 2025: für die Single You Shook Me All Night Long - Neuseeland - 1978: für das Album Powerage - 1991: für die Single Are You Ready - 1993: für die Single Big Gun - 2002: für das Album Stiff Upper Lip - 2010: für das Album Iron Man 2 - 2011: für das Videoalbum Live at River Plate - 2014: für das Album Rock or Bust - Österreich - 1990: für das Album Highway to Hell - 1991: für das Album For Those About to Rock (We Salute You) - 1993: für das Album Live - 1996: für das Album Ballbreaker - 2000: für das Album Stiff Upper Lip - 2006: für das Videoalbum Family Jewels - 2007: für das Videoalbum Live at Donington - 2008: für das Videoalbum Plug Me In - 2010: für das Album Iron Man 2 - 2011: für das Videoalbum No Bull - 2011: für das Videoalbum Live at River Plate - 2012: für das Album Live at River Plate - Polen - 2010: für das Album Iron Man 2 - 2011: für das Videoalbum Live at River Plate - Portugal - 2009: für das Album Black Ice - 2011: für das Album Live at River Plate - 2022: für die Single T.N.T. - 2025: für das Album Back in Black - Russland - 2010: für das Album Iron Man 2 - Schweden - 1995: für das Album Ballbreaker - 2000: für das Album Stiff Upper Lip - 2005: für das Videoalbum Family Jewels - 2006: für das Videoalbum Live at Donington - 2021: für das Album Power Up - Schweiz - 1989: für das Album If You Want Blood You’ve Got It (WEA/MV) - 1991: für das Album If You Want Blood You’ve Got It (Atlantic) - 1991: für das Album Fly on the Wall - 1991: für das Album Who Made Who - 1992: für das Album Dirty Deeds Done Dirt Cheap - 1992: für das Album Powerage - 1993: für das Album Live (Atlantic) - 1995: für das Album Ballbreaker - Spanien - 1981: für das Album Back in Black (Atlantic) - 1981: für das Album Highway to Hell (Atlantic) - 2000: für das Album Back in Black (DRO) - 2000: für das Album Highway to Hell (DRO) - 2000: für das Album Blow Up Your Video - 2000: für das Album Dirty Deeds Done Dirt Cheap - 2000: für das Album Fly on the Wall - 2000: für das Album For Those About to Rock (We Salute You) - 2000: für das Album High Voltage - 2000: für das Album If You Want Blood You’ve Got It - 2000: für das Album Powerage - 2000: für das Album Let There Be Rock - 2000: für das Album Who Made Who - 2001: für das Album Live (DRO) - 2010: für das Videoalbum Live at Donington - 2010: für das Videoalbum No Bull - 2011: für das Videoalbum Live at River Plate - 2011: für das Album Iron Man 2 - 2012: für das Album Live at River Plate - 2024: für die Single Shoot to Thrill - 2024: für die Single Hells Bells - 2025: für die Single Dirty Deeds Done Dirt Cheap - Vereinigte Staaten - 1988: für das Videoalbum Who Made Who - 2002: für das Videoalbum Stiff Upper Lip Live - 2007: für den Mastertone Highway to Hell - 2007: für den Mastertone Hells Bells - 2012: für das Album Iron Man 2 - 2015: für das Album Rock or Bust - Vereinigtes Königreich - 1980: für das Album If You Want Blood You’ve Got It - 1981: für das Album For Those About to Rock (We Salute You) - 1988: für das Album Blow Up Your Video - 1990: für das Album Flick of the Switch - 1990: für das Album The Razors Edge - 1993: für das Album Live - 2013: für das Videoalbum Stiff Upper Lip Live - 2013: für das Album Let There Be Rock - 2013: für das Album Dirty Deeds Done Dirt Cheap - 2013: für das Album Ballbreaker - 2013: für das Album For Those About to Rock (We Salute You) - 2013: für das Album High Voltage - 2013: für das Album Powerage - 2014: für das Album Live at River Plate - 2016: für das Album Stiff Upper Lip - 2020: für das Album Power Up - 2021: für das Album Who Made Who - 2024: für die Single T.N.T. - 2025: für die Single Hells Bells | - Frankreich - 2000: für das Album Stiff Upper Lip - Argentinien - 1993: für das Album The Razors Edge - 1993: für das Album Live (Warner) - 2002: für das Videoalbum Stiff Upper Lip Live - 2003: für das Videoalbum No Bull - 2003: für das Videoalbum Live at Donington - Australien - 2002: für das Videoalbum Stiff Upper Lip Live - 2010: für das Album Iron Man 2 - 2013: für das Videoalbum AC/DC - 2014: für das Album Rock or Bust - Brasilien - 2024: für das Album Rock or Bust - 2024: für die Single Rock ’n’ Roll Train - 2024: für die Single You Shook Me All Night Long - 2024: für die Single Thunderstruck - Dänemark - 2005: für das Videoalbum Family Jewels - 2021: für die Single Back in Black - 2024: für die Single You Shook Me All Night Long - 2024: für das Album The Razors Edge - Deutschland - 1988: für das Album Highway to Hell (WEA) - 1993: für das Album For Those About to Rock (We Salute You) - 1995: für das Album High Voltage - 2000: für das Album If You Want Blood You’ve Got It - 2001: für das Album Let There Be Rock - 2003: für das Album Who Made Who - 2003: für das Album Dirty Deeds Done Dirt Cheap - 2023: für die Single Back in Black - Europa - 1996: für das Album Ballbreaker - 2000: für das Album Stiff Upper Lip - 2014: für das Album Rock or Bust - Finnland - 1996: für das Album The Razors Edge - 2005: für das Videoalbum Family Jewels - 2010: für das Album Iron Man 2 - Frankreich - 1981: für das Album Highway to Hell - 1981: für das Album For Those About to Rock (We Salute You) - 1996: für das Album Ballbreaker - Griechenland - 2009: für das Album Black Ice - Irland - 2010: für das Album Iron Man 2 - Italien - 2011: für das Album Iron Man 2 - 2014: für das Album Rock or Bust - 2021: für die Single T.N.T. - 2022: für das Album Highway to Hell - 2025: für das Album High Voltage - Kanada - 2007: für den Ringtone Thunderstruck - 2015: für das Album Rock or Bust - 2024: für die Single Rock and Roll Ain’t Noise Pollution - 2024: für die Single For Those About to Rock (We Salute You) - 2024: für die Single Moneytalks - 2024: für die Single Rock ’n’ Roll Train - 2024: für das Album For Those About to Rock (We Salute You) - Mexiko - 2020: für die Single Shoot to Thrill - 2022: für die Single Hells Bells - Neuseeland - 1982: für das Album For Those About to Rock (We Salute You) - 1983: für das Album Flick of the Switch - 1985: für das Album Fly on the Wall - 1988: für das Album Blow Up Your Video - 1993: für das Album Live (Collector’s Edition) - 1996: für das Album Ballbreaker - 2008: für das Videoalbum No Bull - 2009: für das Videoalbum Live at Donington - 2022: für die Single Hells Bells - 2022: für die Single Dirty Deeds Done Dirt Cheap - 2022: für die Single It’s a Long Way to the Top - Niederlande - 2009: für das Album Black Ice - Österreich - 1991: für das Album Back in Black - 1993: für das Album The Razors Edge - 2020: für das Album Power Up - Polen - 2009: für das Album Black Ice - 2015: für das Album Rock or Bust - 2021: für das Album Power Up - 2024: für das Album The Razors Edge - Portugal - 2022: für die Single Thunderstruck - 2022: für die Single You Shook Me All Night Long - Russland - 2008: für das Album Black Ice - Schweden - 1995: für das Album The Razors Edge - 2010: für das Album Iron Man 2 - 2015: für das Album Rock or Bust - 2015: für das Album The Razors Edge - Schweiz - 1991: für das Album Highway to Hell - 1991: für das Album For Those About to Rock (We Salute You) - 1993: für das Album Blow Up Your Video - 1995: für das Album Live (Warner) - 1996: für das Album High Voltage - 2000: für das Album Stiff Upper Lip - 2007: für das Videoalbum Live at Donington - 2008: für das Videoalbum Plug Me In - 2010: für das Album Iron Man 2 - 2014: für das Album Rock or Bust - 2020: für das Album Power Up - Spanien - 1993: für das Album Live (Warner) - 1996: für das Album Ballbreaker - 2001: für das Album The Razors Edge - 2008: für das Album Black Ice - 2008: für das Videoalbum Plug Me In - 2010: für das Videoalbum Family Jewels - 2014: für das Album Rock or Bust - 2024: für die Single T.N.T. - 2024: für das Album Power Up - Ungarn - 2010: für das Album Iron Man 2 - 2014: für das Album Rock or Bust - Vereinigte Staaten - 1988: für das Album Blow Up Your Video - 1990: für das Album Powerage - 1990: für das Album If You Want Blood You’ve Got It - 2001: für das Album ’74 Jailbreak - 2001: für das Album Fly on the Wall - 2001: für das Album Stiff Upper Lip - 2001: für das Album Flick of the Switch - 2001: für das Album Bonfire - 2009: für den Mastertone You Shook Me All Night Long - 2010: für den Mastertone Thunderstruck - 2024: für die Single It’s a Long Way to the Top - Vereinigtes Königreich - 2008: für das Album Black Ice - 2013: für das Videoalbum Plug Me In - 2013: für das Videoalbum Live at River Plate - 2013: für das Album Highway to Hell - 2014: für das Videoalbum AC/DC: Let There Be Rock - 2021: für das Videoalbum No Bull - 2023: für das Album Rock or Bust - 2025: für die Single Shoot to Thrill - Deutschland - 2002: für das Album Stiff Upper Lip - 2023: für das Album Iron Man 2 - 2024: für die Single Thunderstruck - 2025: für die Single Highway to Hell - Mexiko - 2020: für die Single T.N.T. - 2025: für die Single Highway to Hell | - Argentinien - 2008: für das Album Black Ice - Belgien - 2009: für das Album Black Ice - Brasilien - 2024: für das Album Live at River Plate - 2024: für das Album Black Ice - 2024: für die Single Highway to Hell - 2024: für die Single Back in Black - Dänemark - 2023: für die Single Thunderstruck - 2024: für das Album Highway to Hell - 2025: für die Single Highway to Hell - Deutschland - 2001: für das Album The Razors Edge - 2008: für das Album Back in Black - 2012: für das Videoalbum Plug Me In - 2023: für das Album Live at River Plate - 2024: für das Album Power Up - Europa - 2008: für das Album Black Ice - Finnland - 2008: für das Album Black Ice - Frankreich - 1992: für das Album Live - 2001: für das Videoalbum No Bull - 2001: für das Album Back in Black - 2005: für das Videoalbum Family Jewels - 2008: für das Album Black Ice - 2021: für das Album Power Up - Irland - 2008: für das Album Black Ice - Italien - 2021: für die Single You Shook Me All Night Long - Kanada - 2007: für den Ringtone Back in Black - 2024: für das Album Dirty Deeds Done Dirt Cheap - 2024: für das Album High Voltage - 2024: für das Album Stiff Upper Lip - 2024: für die Single Who Made Who - Neuseeland - 1981: für das Album Let There Be Rock - 1982: für das Album Highway to Hell - 1986: für das Album Who Made Who - 1988: für das Album High Voltage - 2005: für das Videoalbum Family Jewels - 2008: für das Album Black Ice - 2008: für das Videoalbum Plug Me In - 2023: für die Single T.N.T. - Österreich - 2008: für das Videoalbum Stiff Upper Lip Live - 2015: für das Album Rock or Bust - Polen - 2024: für das Album Highway to Hell - Portugal - 2022: für die Single Back in Black - 2022: für die Single Highway to Hell - Schweden - 2008: für das Album Black Ice - Schweiz - 1992: für das Album The Razors Edge - 1996: für das Album Back in Black - 2006: für das Videoalbum Family Jewels - Spanien - 2024: für die Single Back in Black - 2024: für die Single You Shook Me All Night Long - Ungarn - 2008: für das Album Black Ice - Vereinigte Staaten - 1997: für das Album Let There Be Rock - 2001: für das Album Ballbreaker - 2007: für den Mastertone Back in Black - 2008: für das Album Black Ice - 2024: für die Single Dirty Deeds Done Dirt Cheap - 2024: für die Single Shoot to Thrill - Vereinigtes Königreich - 2013: für das Videoalbum Live at Donington - 2013: für das Videoalbum Family Jewels - 2020: für das Album Iron Man 2 - 2024: für die Single You Shook Me All Night Long - Mexiko - 2025: für die Single Back in Black - Argentinien - 2003: für das Album Back in Black - Australien - 2013: für das Album Stiff Upper Lip - 2013: für das Album Ballbreaker - 2013: für das Album Blow Up Your Video - 2013: für das Album Fly on the Wall - 2013: für das Album Flick of the Switch - 2013: für das Album If You Want Blood You’ve Got It - 2013: für das Album Powerage - Dänemark - 2024: für das Album Back in Black - Deutschland - 2012: für das Videoalbum Live at Donington - 2014: für das Videoalbum Live at River Plate - Frankreich - 2004: für das Videoalbum Live at Donington - 2007: für das Videoalbum Plug Me In - 2014: für das Album Rock or Bust - Italien - 2024: für die Single Thunderstruck - 2024: für die Single Back in Black - 2024: für die Single Highway to Hell - Kanada - 2007: für das Videoalbum Plug Me In - 2009: für das Videoalbum No Bull - 2024: für das Album Live - 2024: für die Single Dirty Deeds Done Dirt Cheap - 2024: für die Single Shoot to Thrill - Neuseeland - 1993: für das Album Live - Österreich - 2009: für das Album Black Ice - Polen - 2024: für das Album Back in Black - Spanien - 2001: für das Album Stiff Upper Lip - 2024: für die Single Highway to Hell - 2024: für die Single Thunderstruck - Vereinigte Staaten - 2024: für die Single T.N.T. - 2024: für die Single Hells Bells - Vereinigtes Königreich - 2024: für die Single Thunderstruck - 2024: für die Single Back in Black - 2025: für das Album Back in Black - 2025: für die Single Highway to Hell - Deutschland - 2014: für das Videoalbum Family Jewels - Mexiko - 2020: für die Single Thunderstruck - Dänemark - 2022: für das Album Black Ice - Italien - 2025: für das Album Back in Black - Kanada - 2024: für die Single Hells Bells - Portugal - 2011: für das Videoalbum Live at River Plate - Schweiz - 2009: für das Album Black Ice - Vereinigte Staaten - 2001: für das Album For Those About to Rock (We Salute You) - 2024: für das Album Live - 2024: für das Album High Voltage - 2024: für das Album Live (Collector’s Edition) - Australien - 2009: für das Album Black Ice - 2013: für das Album For Those About to Rock (We Salute You) - 2013: für das Album Highway to Hell - 2013: für das Album High Voltage - 2013: für das Album Let There Be Rock - 2013: für das Album The Razors Edge - 2013: für das Album Who Made Who - 2013: für das Videoalbum Live at River Plate - Deutschland - 2009: für das Album Black Ice - Kanada - 2005: für das Videoalbum Family Jewels - 2008: für das Album Black Ice - 2024: für das Album Highway to Hell - 2024: für die Single T.N.T. - Neuseeland - 1982: für das Album T.N.T. - 1991: für das Album Dirty Deeds Done Dirt Cheap - 1992: für das Album The Razors Edge - 2024: für die Single You Shook Me All Night Long - 2025: für die Single Back in Black - 2025: für die Single Highway to Hell - Vereinigte Staaten - 2001: für das Album Who Made Who - 2007: für das Videoalbum Plug Me In - 2008: für das Videoalbum No Bull - Australien - 2008: für das Videoalbum No Bull - 2013: für das Album Dirty Deeds Done Dirt Cheap - Neuseeland - 1991: für das Album Back in Black - 2024: für die Single Thunderstruck - Vereinigte Staaten - 2005: für das Videoalbum Live at Donington - 2024: für das Album The Razors Edge - 2024: für die Single You Shook Me All Night Long - 2024: für die Single Highway to Hell - Australien - 2013: für das Videoalbum Plug Me In - 2013: für das Videoalbum Live at Donington - Vereinigte Staaten - 2024: für die Single Back in Black - 2024: für das Album Dirty Deeds Done Dirt Cheap - Australien - 2013: für das Album Live - Kanada - 2024: für das Album The Razors Edge - Vereinigte Staaten - 2024: für das Album Highway to Hell - Australien - 2013: für das Album T.N.T. - Kanada - 2024: für die Single Highway to Hell - 2024: für die Single Back in Black - Australien - 2013: für das Videoalbum Family Jewels - 2022: für die Single Thunderstruck - 2024: für die Single You Shook Me All Night Long - Vereinigte Staaten - 2007: für das Videoalbum Family Jewels - Australien - 2013: für das Album Back in Black - Vereinigte Staaten - 2024: für das Album Back in Black - Deutschland - 2016: für das Album Rock or Bust - Frankreich - 2012: für das Videoalbum Live at River Plate - Kanada - 1989: für das Album Back in Black - 2024: für die Single You Shook Me All Night Long - 2024: für die Single Thunderstruck - Mexiko - 2025: für die Single You Shook Me All Night Long - Vereinigte Staaten - 2024: für die Single Thunderstruck - Mexiko - 2025: für die Single Highway to Hell - 2025: für die Single Back in Black |

## Auszeichnungen nach Alben

### High Voltage(Studioalbum)
| Land/Region       | Auszeichnungen für Musikverkäufe (Land/Region, Auszeichnung, Verkäufe) | Verkäufe |
| ----------------- | ---------------------------------------------------------------------- | -------- |
| Australien (ARIA) | 5× Platin                                                              | 350.000  |
| Insgesamt         | 5× Platin ·                                                            | 350.000  |

### T.N.T.
| Land/Region       | Auszeichnungen für Musikverkäufe (Land/Region, Auszeichnung, Verkäufe) | Verkäufe |
| ----------------- | ---------------------------------------------------------------------- | -------- |
| Australien (ARIA) | 9× Platin                                                              | 630.000  |
| Neuseeland (RMNZ) | 5× Platin                                                              | 100.000  |
| Insgesamt         | 14× Platin ·                                                           | 730.000  |

### High Voltage(Kompilation)
| Land/Region                  | Auszeichnungen für Musikverkäufe (Land/Region, Auszeichnung, Verkäufe) | Verkäufe  |
| ---------------------------- | ---------------------------------------------------------------------- | --------- |
| Dänemark (IFPI)              | Gold                                                                   | 10.000    |
| Deutschland (BVMI)           | Platin                                                                 | 500.000   |
| Frankreich (SNEP)            | Gold                                                                   | 100.000   |
| Italien (FIMI)               | Platin                                                                 | 50.000    |
| Kanada (MC)                  | 2× Platin                                                              | 200.000   |
| Neuseeland (RMNZ)            | 2× Platin                                                              | 40.000    |
| Schweiz (IFPI)               | Platin                                                                 | 50.000    |
| Spanien (Promusicae)         | Gold                                                                   | 50.000    |
| Vereinigte Staaten (RIAA)    | 4× Platin                                                              | 4.000.000 |
| Vereinigtes Königreich (BPI) | Gold                                                                   | 100.000   |
| Insgesamt                    | 4× Gold · 11× Platin ·                                                 | 5.100.000 |

### Dirty Deeds Done Dirt Cheap
| Land/Region                  | Auszeichnungen für Musikverkäufe (Land/Region, Auszeichnung, Verkäufe) | Verkäufe  |
| ---------------------------- | ---------------------------------------------------------------------- | --------- |
| Australien (ARIA)            | 6× Platin                                                              | 420.000   |
| Deutschland (BVMI)           | Platin                                                                 | 500.000   |
| Kanada (MC)                  | 2× Platin                                                              | 200.000   |
| Neuseeland (RMNZ)            | 5× Platin                                                              | 75.000    |
| Schweiz (IFPI)               | Gold                                                                   | 25.000    |
| Spanien (Promusicae)         | Gold                                                                   | 50.000    |
| Vereinigte Staaten (RIAA)    | 7× Platin                                                              | 7.000.000 |
| Vereinigtes Königreich (BPI) | Gold                                                                   | 100.000   |
| Insgesamt                    | 3× Gold · 21× Platin ·                                                 | 8.370.000 |

### Let There Be Rock
| Land/Region                  | Auszeichnungen für Musikverkäufe (Land/Region, Auszeichnung, Verkäufe) | Verkäufe  |
| ---------------------------- | ---------------------------------------------------------------------- | --------- |
| Australien (ARIA)            | 5× Platin                                                              | 350.000   |
| Deutschland (BVMI)           | Platin                                                                 | 500.000   |
| Frankreich (SNEP)            | Gold                                                                   | 100.000   |
| Kanada (MC)                  | Gold                                                                   | 50.000    |
| Neuseeland (RMNZ)            | 2× Platin                                                              | 40.000    |
| Spanien (Promusicae)         | Gold                                                                   | 50.000    |
| Vereinigte Staaten (RIAA)    | 2× Platin                                                              | 2.000.000 |
| Vereinigtes Königreich (BPI) | Gold                                                                   | 100.000   |
| Insgesamt                    | 4× Gold · 10× Platin ·                                                 | 3.190.000 |

### Powerage
| Land/Region                  | Auszeichnungen für Musikverkäufe (Land/Region, Auszeichnung, Verkäufe) | Verkäufe  |
| ---------------------------- | ---------------------------------------------------------------------- | --------- |
| Australien (ARIA)            | 3× Platin                                                              | 210.000   |
| Deutschland (BVMI)           | Gold                                                                   | 250.000   |
| Frankreich (SNEP)            | Gold                                                                   | 100.000   |
| Kanada (MC)                  | Gold                                                                   | 50.000    |
| Neuseeland (RMNZ)            | Gold                                                                   | 10.000    |
| Schweiz (IFPI)               | Gold                                                                   | 25.000    |
| Spanien (Promusicae)         | Gold                                                                   | 50.000    |
| Vereinigte Staaten (RIAA)    | Platin                                                                 | 1.000.000 |
| Vereinigtes Königreich (BPI) | Gold                                                                   | 100.000   |
| Insgesamt                    | 7× Gold · 4× Platin ·                                                  | 1.795.000 |

### If You Want Blood You’ve Got It
| Land/Region                  | Auszeichnungen für Musikverkäufe (Land/Region, Auszeichnung, Verkäufe) | Verkäufe  |
| ---------------------------- | ---------------------------------------------------------------------- | --------- |
| Australien (ARIA)            | 3× Platin                                                              | 210.000   |
| Deutschland (BVMI)           | Platin                                                                 | 500.000   |
| Frankreich (SNEP)            | Gold                                                                   | 100.000   |
| Schweiz (IFPI)               | Gold (Wea) · + Gold (Warner)                                           | 50.000    |
| Spanien (Promusicae)         | Gold                                                                   | 50.000    |
| Vereinigte Staaten (RIAA)    | Platin                                                                 | 1.000.000 |
| Vereinigtes Königreich (BPI) | Gold                                                                   | 100.000   |
| Insgesamt                    | 5× Gold · 4× Platin ·                                                  | 2.010.000 |

### Highway to Hell
| Land/Region                  | Auszeichnungen für Musikverkäufe (Land/Region, Auszeichnung, Verkäufe) | Verkäufe   |
| ---------------------------- | ---------------------------------------------------------------------- | ---------- |
| Argentinien (CAPIF)          | Gold                                                                   | 30.000     |
| Australien (ARIA)            | 5× Platin                                                              | 350.000    |
| Dänemark (IFPI)              | 2× Platin                                                              | 40.000     |
| Deutschland (BVMI)           | Platin (WEA) · + Gold (Atlantic)                                       | 750.000    |
| Frankreich (SNEP)            | Platin                                                                 | 400.000    |
| Italien (FIMI)               | Platin                                                                 | 50.000     |
| Kanada (MC)                  | 5× Platin                                                              | 500.000    |
| Neuseeland (RMNZ)            | 2× Platin                                                              | 40.000     |
| Österreich (IFPI)            | Gold                                                                   | 25.000     |
| Polen (ZPAV)                 | 2× Platin                                                              | 40.000     |
| Schweiz (IFPI)               | Platin                                                                 | 50.000     |
| Spanien (Promusicae)         | Gold (Atlantic) · + Gold (DRO)                                         | 100.000    |
| Vereinigte Staaten (RIAA)    | 8× Platin                                                              | 8.000.000  |
| Vereinigtes Königreich (BPI) | Platin                                                                 | 300.000    |
| Insgesamt                    | 5× Gold · 29× Platin ·                                                 | 10.675.000 |

### Back in Black
| Land/Region                  | Auszeichnungen für Musikverkäufe (Land/Region, Auszeichnung, Verkäufe) | Verkäufe   |
| ---------------------------- | ---------------------------------------------------------------------- | ---------- |
| Argentinien (CAPIF)          | 3× Platin                                                              | 180.000    |
| Australien (ARIA)            | 12× Platin                                                             | 920.000    |
| Brasilien (PMB)              | Gold                                                                   | 100.000    |
| Dänemark (IFPI)              | 3× Platin                                                              | 60.000     |
| Deutschland (BVMI)           | 2× Platin                                                              | 1.000.000  |
| Frankreich (SNEP)            | 2× Platin                                                              | 600.000    |
| Italien (FIMI)               | 4× Platin                                                              | 200.000    |
| Kanada (MC)                  | Diamant                                                                | 1.000.000  |
| Neuseeland (RMNZ)            | 6× Platin                                                              | 90.000     |
| Österreich (IFPI)            | Platin                                                                 | 50.000     |
| Polen (ZPAV)                 | 3× Platin                                                              | 60.000     |
| Portugal (AFP)               | Gold                                                                   | 3.500      |
| Schweiz (IFPI)               | 2× Platin                                                              | 100.000    |
| Spanien (Promusicae)         | Gold (Atlantic) · + Gold (DRO)                                         | 100.000    |
| Vereinigte Staaten (RIAA)    | 27× Platin                                                             | 27.000.000 |
| Vereinigtes Königreich (BPI) | 3× Platin                                                              | 900.000    |
| Insgesamt                    | 4× Gold · 48× Platin · 3× Diamant ·                                    | 33.363.500 |

### For Those About to Rock (We Salute You)
| Land/Region                  | Auszeichnungen für Musikverkäufe (Land/Region, Auszeichnung, Verkäufe) | Verkäufe  |
| ---------------------------- | ---------------------------------------------------------------------- | --------- |
| Australien (ARIA)            | 5× Platin                                                              | 350.000   |
| Deutschland (BVMI)           | Platin                                                                 | 500.000   |
| Frankreich (SNEP)            | Platin                                                                 | 400.000   |
| Kanada (MC)                  | Platin                                                                 | 100.000   |
| Italien (FIMI)               | Gold                                                                   | 25.000    |
| Neuseeland (RMNZ)            | Platin                                                                 | 20.000    |
| Österreich (IFPI)            | Gold                                                                   | 25.000    |
| Schweiz (IFPI)               | Platin                                                                 | 50.000    |
| Spanien (Promusicae)         | Gold                                                                   | 50.000    |
| Vereinigte Staaten (RIAA)    | 4× Platin                                                              | 4.000.000 |
| Vereinigtes Königreich (BPI) | Gold (1980) · + Gold (2013)                                            | 200.000   |
| Insgesamt                    | 5× Gold · 14× Platin ·                                                 | 5.720.000 |

### Flick of the Switch
| Land/Region                  | Auszeichnungen für Musikverkäufe (Land/Region, Auszeichnung, Verkäufe) | Verkäufe  |
| ---------------------------- | ---------------------------------------------------------------------- | --------- |
| Australien (ARIA)            | 3× Platin                                                              | 210.000   |
| Deutschland (BVMI)           | Gold                                                                   | 250.000   |
| Frankreich (SNEP)            | Gold                                                                   | 100.000   |
| Neuseeland (RMNZ)            | Platin                                                                 | 20.000    |
| Vereinigte Staaten (RIAA)    | Platin                                                                 | 1.000.000 |
| Vereinigtes Königreich (BPI) | Gold                                                                   | 100.000   |
| Insgesamt                    | 3× Gold · 5× Platin ·                                                  | 1.780.000 |

### ’74 Jailbreak
| Land/Region               | Auszeichnungen für Musikverkäufe (Land/Region, Auszeichnung, Verkäufe) | Verkäufe |
| ------------------------- | ---------------------------------------------------------------------- | -------- |
| Vereinigte Staaten (RIAA) | Platin                                                                 | 500.000  |
| Insgesamt                 | 1× Platin ·                                                            | 500.000  |

### Fly on the Wall
| Land/Region                  | Auszeichnungen für Musikverkäufe (Land/Region, Auszeichnung, Verkäufe) | Verkäufe  |
| ---------------------------- | ---------------------------------------------------------------------- | --------- |
| Australien (ARIA)            | 3× Platin                                                              | 210.000   |
| Deutschland (BVMI)           | Gold                                                                   | 250.000   |
| Neuseeland (RMNZ)            | Platin                                                                 | 20.000    |
| Schweiz (IFPI)               | Gold                                                                   | 25.000    |
| Spanien (Promusicae)         | Gold                                                                   | 50.000    |
| Vereinigte Staaten (RIAA)    | Platin                                                                 | 1.000.000 |
| Vereinigtes Königreich (BPI) | Silber                                                                 | 60.000    |
| Insgesamt                    | 1× Silber · 3× Gold · 5× Platin ·                                      | 1.615.000 |

### Who Made Who
| Land/Region                  | Auszeichnungen für Musikverkäufe (Land/Region, Auszeichnung, Verkäufe) | Verkäufe  |
| ---------------------------- | ---------------------------------------------------------------------- | --------- |
| Argentinien (CAPIF)          | Gold                                                                   | 30.000    |
| Australien (ARIA)            | 5× Platin                                                              | 350.000   |
| Deutschland (BVMI)           | Platin                                                                 | 500.000   |
| Neuseeland (RMNZ)            | 2× Platin                                                              | 40.000    |
| Schweiz (IFPI)               | Gold                                                                   | 25.000    |
| Spanien (Promusicae)         | Gold                                                                   | 50.000    |
| Vereinigte Staaten (RIAA)    | 5× Platin                                                              | 5.000.000 |
| Vereinigtes Königreich (BPI) | Gold                                                                   | 100.000   |
| Insgesamt                    | 4× Gold · 13× Platin ·                                                 | 6.095.000 |

### Blow Up Your Video
| Land/Region                  | Auszeichnungen für Musikverkäufe (Land/Region, Auszeichnung, Verkäufe) | Verkäufe  |
| ---------------------------- | ---------------------------------------------------------------------- | --------- |
| Australien (ARIA)            | 3× Platin                                                              | 210.000   |
| Deutschland (BVMI)           | Gold                                                                   | 250.000   |
| Finnland (IFPI)              | Gold                                                                   | 37.844    |
| Neuseeland (RMNZ)            | Platin                                                                 | 20.000    |
| Schweiz (IFPI)               | Platin                                                                 | 50.000    |
| Spanien (Promusicae)         | Gold                                                                   | 50.000    |
| Vereinigte Staaten (RIAA)    | Platin                                                                 | 1.000.000 |
| Vereinigtes Königreich (BPI) | Gold                                                                   | 100.000   |
| Insgesamt                    | 4× Gold · 6× Platin ·                                                  | 1.717.844 |

### The Razors Edge
| Land/Region                  | Auszeichnungen für Musikverkäufe (Land/Region, Auszeichnung, Verkäufe) | Verkäufe  |
| ---------------------------- | ---------------------------------------------------------------------- | --------- |
| Argentinien (CAPIF)          | Platin                                                                 | 60.000    |
| Australien (ARIA)            | 5× Platin                                                              | 350.000   |
| Brasilien (PMB)              | Gold                                                                   | 100.000   |
| Dänemark (IFPI)              | Platin                                                                 | 20.000    |
| Deutschland (BVMI)           | 2× Platin                                                              | 1.000.000 |
| Finnland (IFPI)              | Platin                                                                 | 63.926    |
| Frankreich (SNEP)            | Gold                                                                   | 100.000   |
| Italien (FIMI)               | Gold                                                                   | 25.000    |
| Kanada (MC)                  | 8× Platin                                                              | 800.000   |
| Neuseeland (RMNZ)            | 5× Platin                                                              | 75.000    |
| Österreich (IFPI)            | Platin                                                                 | 50.000    |
| Polen (ZPAV)                 | Platin                                                                 | 20.000    |
| Schweden (IFPI)              | Platin                                                                 | 40.000    |
| Schweiz (IFPI)               | 2× Platin                                                              | 100.000   |
| Spanien (Promusicae)         | Platin                                                                 | 100.000   |
| Vereinigte Staaten (RIAA)    | 6× Platin                                                              | 6.000.000 |
| Vereinigtes Königreich (BPI) | Gold                                                                   | 100.000   |
| Insgesamt                    | 4× Gold · 35× Platin ·                                                 | 9.013.926 |

### Live
| Land/Region                  | Auszeichnungen für Musikverkäufe (Land/Region, Auszeichnung, Verkäufe) | Verkäufe  |
| ---------------------------- | ---------------------------------------------------------------------- | --------- |
| Argentinien (CAPIF)          | Platin (Warner) · + Gold (Sony)                                        | 90.000    |
| Australien (ARIA)            | 8× Platin                                                              | 720.000   |
| Deutschland (BVMI)           | Gold                                                                   | 250.000   |
| Finnland (IFPI)              | Gold                                                                   | 30.852    |
| Frankreich (SNEP)            | 2× Platin                                                              | 600.000   |
| Italien (FIMI)               | Gold                                                                   | 25.000    |
| Kanada (MC)                  | 3× Platin                                                              | 300.000   |
| Neuseeland (RMNZ)            | 3× Platin                                                              | 45.000    |
| Österreich (IFPI)            | Gold                                                                   | 25.000    |
| Schweiz (IFPI)               | Gold (Atlantic) · + Platin (Warner)                                    | 75.000    |
| Spanien (Promusicae)         | Platin (Warner) · + Gold (DRO)                                         | 150.000   |
| Vereinigte Staaten (RIAA)    | 4× Platin                                                              | 4.000.000 |
| Vereinigtes Königreich (BPI) | Gold                                                                   | 100.000   |
| Insgesamt                    | 8× Gold · 23× Platin ·                                                 | 6.410.852 |

### Live (Collector’s Edition)
| Land/Region               | Auszeichnungen für Musikverkäufe (Land/Region, Auszeichnung, Verkäufe) | Verkäufe  |
| ------------------------- | ---------------------------------------------------------------------- | --------- |
| Deutschland (BVMI)        | Gold                                                                   | 250.000   |
| Neuseeland (RMNZ)         | Platin                                                                 | 15.000    |
| Vereinigte Staaten (RIAA) | 4× Platin                                                              | 4.000.000 |
| Insgesamt                 | 1× Gold · 5× Platin ·                                                  | 4.270.000 |

### Ballbreaker
| Land/Region                  | Auszeichnungen für Musikverkäufe (Land/Region, Auszeichnung, Verkäufe) | Verkäufe  |
| ---------------------------- | ---------------------------------------------------------------------- | --------- |
| Argentinien (CAPIF)          | Gold                                                                   | 30.000    |
| Australien (ARIA)            | 3× Platin                                                              | 210.000   |
| Deutschland (BVMI)           | Gold                                                                   | (250.000) |
| Europa (IFPI)                | Platin                                                                 | 1.000.000 |
| Finnland (IFPI)              | Gold                                                                   | (38.732)  |
| Frankreich (SNEP)            | Platin                                                                 | (300.000) |
| Kanada (MC)                  | Gold                                                                   | 50.000    |
| Neuseeland (RMNZ)            | Platin                                                                 | 15.000    |
| Österreich (IFPI)            | Gold                                                                   | (25.000)  |
| Schweden (IFPI)              | Gold                                                                   | (50.000)  |
| Schweiz (IFPI)               | Gold                                                                   | (25.000)  |
| Spanien (Promusicae)         | Platin                                                                 | (100.000) |
| Vereinigte Staaten (RIAA)    | 2× Platin                                                              | 2.000.000 |
| Vereinigtes Königreich (BPI) | Gold                                                                   | (100.000) |
| Insgesamt                    | 8× Gold · 9× Platin ·                                                  | 2.305.000 |

### Bonfire
| Land/Region               | Auszeichnungen für Musikverkäufe (Land/Region, Auszeichnung, Verkäufe) | Verkäufe |
| ------------------------- | ---------------------------------------------------------------------- | -------- |
| Vereinigte Staaten (RIAA) | Platin                                                                 | 200.000  |
| Insgesamt                 | 1× Platin ·                                                            | 200.000  |

### Stiff Upper Lip
| Land/Region                  | Auszeichnungen für Musikverkäufe (Land/Region, Auszeichnung, Verkäufe) | Verkäufe  |
| ---------------------------- | ---------------------------------------------------------------------- | --------- |
| Argentinien (CAPIF)          | Gold                                                                   | 20.000    |
| Australien (ARIA)            | 3× Platin                                                              | 210.000   |
| Deutschland (BVMI)           | 3× Gold                                                                | (450.000) |
| Europa (IFPI)                | Platin                                                                 | 1.000.000 |
| Finnland (IFPI)              | Gold                                                                   | (27.417)  |
| Frankreich (SNEP)            | 2× Gold                                                                | (200.000) |
| Kanada (MC)                  | 2× Platin                                                              | 200.000   |
| Neuseeland (RMNZ)            | Gold                                                                   | 7.500     |
| Österreich (IFPI)            | Gold                                                                   | (25.000)  |
| Schweden (IFPI)              | Gold                                                                   | (40.000)  |
| Schweiz (IFPI)               | Platin                                                                 | (50.000)  |
| Spanien (Promusicae)         | 3× Platin                                                              | (300.000) |
| Vereinigte Staaten (RIAA)    | Platin                                                                 | 1.000.000 |
| Vereinigtes Königreich (BPI) | Gold                                                                   | (100.000) |
| Insgesamt                    | 9× Gold · 12× Platin ·                                                 | 2.437.500 |

### Black Ice
| Land/Region                  | Auszeichnungen für Musikverkäufe (Land/Region, Auszeichnung, Verkäufe) | Verkäufe    |
| ---------------------------- | ---------------------------------------------------------------------- | ----------- |
| Argentinien (CAPIF)          | 2× Platin                                                              | 80.000      |
| Australien (ARIA)            | 5× Platin                                                              | 350.000     |
| Belgien (BRMA)               | 2× Platin                                                              | 60.000      |
| Brasilien (PMB)              | 2× Platin                                                              | 120.000     |
| Dänemark (IFPI)              | 4× Platin                                                              | 80.000      |
| Deutschland (BVMI)           | 5× Platin                                                              | 1.000.000   |
| Europa (IFPI)                | 2× Platin                                                              | (2.000.000) |
| Finnland (IFPI)              | 2× Platin                                                              | 49.660      |
| Frankreich (SNEP)            | 2× Platin                                                              | 400.000     |
| Griechenland (IFPI)          | Platin                                                                 | 10.000      |
| Irland (IRMA)                | 2× Platin                                                              | 30.000      |
| Italien (FIMI)               | Gold                                                                   | 35.000      |
| Kanada (MC)                  | 5× Platin                                                              | 400.000     |
| Neuseeland (RMNZ)            | 2× Platin                                                              | 30.000      |
| Niederlande (NVPI)           | Platin                                                                 | 60.000      |
| Österreich (IFPI)            | 3× Platin                                                              | 90.000      |
| Polen (ZPAV)                 | Platin                                                                 | 20.000      |
| Portugal (AFP)               | Gold                                                                   | 10.000      |
| Russland (NFPF)              | Platin                                                                 | 20.000      |
| Schweden (IFPI)              | 2× Platin                                                              | 80.000      |
| Schweiz (IFPI)               | 4× Platin                                                              | 120.000     |
| Spanien (Promusicae)         | Platin                                                                 | 80.000      |
| Ungarn (MAHASZ)              | 2× Platin                                                              | 12.000      |
| Vereinigte Staaten (RIAA)    | 2× Platin                                                              | 2.000.000   |
| Vereinigtes Königreich (BPI) | Platin                                                                 | 300.000     |
| Insgesamt                    | 2× Gold · 53× Platin ·                                                 | 5.416.660   |

### Backtracks
| Land/Region       | Auszeichnungen für Musikverkäufe (Land/Region, Auszeichnung, Verkäufe) | Verkäufe |
| ----------------- | ---------------------------------------------------------------------- | -------- |
| Australien (ARIA) | Gold                                                                   | 35.000   |
| Insgesamt         | 1× Gold ·                                                              | 35.000   |

### Iron Man 2
| Land/Region                  | Auszeichnungen für Musikverkäufe (Land/Region, Auszeichnung, Verkäufe) | Verkäufe  |
| ---------------------------- | ---------------------------------------------------------------------- | --------- |
| Australien (ARIA)            | Platin                                                                 | 70.000    |
| Brasilien (PMB)              | Gold                                                                   | 20.000    |
| Deutschland (BVMI)           | 3× Gold                                                                | 300.000   |
| Finnland (IFPI)              | Platin                                                                 | 25.022    |
| Frankreich (SNEP)            | Gold                                                                   | 50.000    |
| Griechenland (IFPI)          | Gold                                                                   | 3.000     |
| Irland (IRMA)                | Platin                                                                 | 15.000    |
| Italien (FIMI)               | Platin                                                                 | 60.000    |
| Mexiko (AMPROFON)            | Gold                                                                   | 30.000    |
| Neuseeland (RMNZ)            | Gold                                                                   | 7.500     |
| Österreich (IFPI)            | Gold                                                                   | 15.000    |
| Polen (ZPAV)                 | Gold                                                                   | 10.000    |
| Russland (NFPF)              | Gold                                                                   | 10.000    |
| Schweden (IFPI)              | Platin                                                                 | 40.000    |
| Schweiz (IFPI)               | Platin                                                                 | 30.000    |
| Spanien (Promusicae)         | Gold                                                                   | 30.000    |
| Ungarn (MAHASZ)              | Platin                                                                 | 6.000     |
| Vereinigte Staaten (RIAA)    | Gold                                                                   | 500.000   |
| Vereinigtes Königreich (BPI) | 2× Platin                                                              | 600.000   |
| Insgesamt                    | 11× Gold · 10× Platin ·                                                | 1.821.522 |

### Live at River Plate
| Land/Region                  | Auszeichnungen für Musikverkäufe (Land/Region, Auszeichnung, Verkäufe) | Verkäufe |
| ---------------------------- | ---------------------------------------------------------------------- | -------- |
| Australien (ARIA)            | Gold                                                                   | 35.000   |
| Brasilien (PMB)              | 2× Platin                                                              | 80.000   |
| Dänemark (IFPI)              | Gold                                                                   | 10.000   |
| Deutschland (BVMI)           | 2× Platin                                                              | 400.000  |
| Frankreich (SNEP)            | Gold                                                                   | 50.000   |
| Italien (FIMI)               | Gold                                                                   | 30.000   |
| Österreich (IFPI)            | Gold                                                                   | 15.000   |
| Portugal (AFP)               | Gold                                                                   | 7.500    |
| Spanien (Promusicae)         | Gold                                                                   | 20.000   |
| Vereinigtes Königreich (BPI) | Gold                                                                   | 100.000  |
| Insgesamt                    | 8× Gold · 4× Platin ·                                                  | 742.500  |

### Rock or Bust
| Land/Region                  | Auszeichnungen für Musikverkäufe (Land/Region, Auszeichnung, Verkäufe) | Verkäufe    |
| ---------------------------- | ---------------------------------------------------------------------- | ----------- |
| Australien (ARIA)            | Platin                                                                 | 70.000      |
| Belgien (BRMA)               | Gold                                                                   | 15.000      |
| Brasilien (PMB)              | Platin                                                                 | 40.000      |
| Dänemark (IFPI)              | Gold                                                                   | 10.000      |
| Deutschland (BVMI)           | Diamant                                                                | 750.000     |
| Europa (IFPI)                | Platin                                                                 | (1.000.000) |
| Finnland (IFPI)              | Gold                                                                   | 12.080      |
| Frankreich (SNEP)            | 3× Platin                                                              | 300.000     |
| Italien (FIMI)               | Platin                                                                 | 50.000      |
| Kanada (MC)                  | Platin                                                                 | 80.000      |
| Neuseeland (RMNZ)            | Gold                                                                   | 7.500       |
| Österreich (IFPI)            | 2× Platin                                                              | 30.000      |
| Polen (ZPAV)                 | Platin                                                                 | 20.000      |
| Schweden (IFPI)              | Platin                                                                 | 40.000      |
| Schweiz (IFPI)               | Platin                                                                 | 30.000      |
| Spanien (Promusicae)         | Platin                                                                 | 40.000      |
| Ungarn (MAHASZ)              | Platin                                                                 | 6.000       |
| Vereinigte Staaten (RIAA)    | Gold                                                                   | 500.000     |
| Vereinigtes Königreich (BPI) | Platin                                                                 | 300.000     |
| Insgesamt                    | 5× Gold · 17× Platin · 1× Diamant ·                                    | 2.295.580   |

### Power Up
| Land/Region                  | Auszeichnungen für Musikverkäufe (Land/Region, Auszeichnung, Verkäufe) | Verkäufe |
| ---------------------------- | ---------------------------------------------------------------------- | -------- |
| Australien (ARIA)            | Gold                                                                   | 35.000   |
| Deutschland (BVMI)           | 2× Platin                                                              | 400.000  |
| Frankreich (SNEP)            | 2× Platin                                                              | 200.000  |
| Italien (FIMI)               | Gold                                                                   | 25.000   |
| Kanada (MC)                  | Gold                                                                   | 40.000   |
| Österreich (IFPI)            | Platin                                                                 | 15.000   |
| Polen (ZPAV)                 | Platin                                                                 | 20.000   |
| Schweden (IFPI)              | Gold                                                                   | 15.000   |
| Schweiz (IFPI)               | Platin                                                                 | 20.000   |
| Spanien (Promusicae)         | Platin                                                                 | 40.000   |
| Vereinigtes Königreich (BPI) | Gold                                                                   | 100.000  |
| Insgesamt                    | 5× Gold · 8× Platin ·                                                  | 910.000  |

## Auszeichnungen nach Singles

### It’s a Long Way to the Top
| Land/Region                  | Auszeichnungen für Musikverkäufe (Land/Region, Auszeichnung, Verkäufe) | Verkäufe  |
| ---------------------------- | ---------------------------------------------------------------------- | --------- |
| Italien (FIMI)               | Gold                                                                   | 50.000    |
| Neuseeland (RMNZ)            | Platin                                                                 | 30.000    |
| Vereinigte Staaten (RIAA)    | Platin                                                                 | 1.000.000 |
| Vereinigtes Königreich (BPI) | Silber                                                                 | 200.000   |
| Insgesamt                    | 1× Silber · 1× Gold · 2× Platin ·                                      | 1.280.000 |

### T.N.T.
| Land/Region                  | Auszeichnungen für Musikverkäufe (Land/Region, Auszeichnung, Verkäufe) | Verkäufe  |
| ---------------------------- | ---------------------------------------------------------------------- | --------- |
| Brasilien (PMB)              | Gold                                                                   | 30.000    |
| Dänemark (IFPI)              | Gold                                                                   | 45.000    |
| Deutschland (BVMI)           | Gold                                                                   | 250.000   |
| Italien (FIMI)               | Platin                                                                 | 70.000    |
| Kanada (MC)                  | 5× Platin                                                              | 400.000   |
| Mexiko (AMPROFON)            | 3× Gold                                                                | 90.000    |
| Neuseeland (RMNZ)            | 2× Platin                                                              | 60.000    |
| Portugal (AFP)               | Gold                                                                   | 5.000     |
| Spanien (Promusicae)         | Platin                                                                 | 60.000    |
| Vereinigte Staaten (RIAA)    | 3× Platin                                                              | 3.000.000 |
| Vereinigtes Königreich (BPI) | Gold                                                                   | 400.000   |
| Insgesamt                    | 6× Gold · 13× Platin ·                                                 | 4.410.000 |

### Whole Lotta Rosie
| Land/Region                  | Auszeichnungen für Musikverkäufe (Land/Region, Auszeichnung, Verkäufe) | Verkäufe |
| ---------------------------- | ---------------------------------------------------------------------- | -------- |
| Kanada (MC)                  | Gold                                                                   | 40.000   |
| Vereinigtes Königreich (BPI) | Silber                                                                 | 200.000  |
| Insgesamt                    | 1× Silber · 1× Gold ·                                                  | 240.000  |

### Let There Be Rock
| Land/Region | Auszeichnungen für Musikverkäufe (Land/Region, Auszeichnung, Verkäufe) | Verkäufe |
| ----------- | ---------------------------------------------------------------------- | -------- |
| Kanada (MC) | Gold                                                                   | 40.000   |
| Insgesamt   | 1× Gold ·                                                              | 40.000   |

### Dirty Deeds Done Dirt Cheap
| Land/Region                  | Auszeichnungen für Musikverkäufe (Land/Region, Auszeichnung, Verkäufe) | Verkäufe  |
| ---------------------------- | ---------------------------------------------------------------------- | --------- |
| Kanada (MC)                  | 3× Platin                                                              | 240.000   |
| Mexiko (AMPROFON)            | Gold                                                                   | 30.000    |
| Neuseeland (RMNZ)            | Platin                                                                 | 30.000    |
| Spanien (Promusicae)         | Gold                                                                   | 30.000    |
| Vereinigte Staaten (RIAA)    | 2× Platin                                                              | 2.000.000 |
| Vereinigtes Königreich (BPI) | Silber                                                                 | 200.000   |
| Insgesamt                    | 1× Silber · 2× Gold · 6× Platin ·                                      | 2.530.000 |

### Highway to Hell
| Land/Region                  | Auszeichnungen für Musikverkäufe (Land/Region, Auszeichnung, Verkäufe) | Verkäufe   |
| ---------------------------- | ---------------------------------------------------------------------- | ---------- |
| Brasilien (PMB)              | 2× Platin                                                              | 120.000    |
| Dänemark (IFPI)              | 2× Platin                                                              | 180.000    |
| Deutschland (BVMI)           | 3× Gold                                                                | 900.000    |
| Italien (FIMI)               | 3× Platin                                                              | 300.000    |
| Kanada (MC)                  | 9× Platin                                                              | 720.000    |
| Mexiko (AMPROFON)            | 2× Diamant · + 3× Gold                                                 | 690.000    |
| Neuseeland (RMNZ)            | 5× Platin                                                              | 150.000    |
| Portugal (AFP)               | 2× Platin                                                              | 20.000     |
| Spanien (Promusicae)         | 3× Platin                                                              | 180.000    |
| Vereinigte Staaten (RIAA)    | 6× Platin · + Gold (Mastertone)                                        | 6.500.000  |
| Vereinigtes Königreich (BPI) | 3× Platin                                                              | 1.800.000  |
| Insgesamt                    | 3× Gold · 37× Platin · 2× Diamant ·                                    | 11.560.000 |

### Girls Got Rhythm
| Land/Region | Auszeichnungen für Musikverkäufe (Land/Region, Auszeichnung, Verkäufe) | Verkäufe |
| ----------- | ---------------------------------------------------------------------- | -------- |
| Kanada (MC) | Gold                                                                   | 40.000   |
| Insgesamt   | 1× Gold ·                                                              | 40.000   |

### You Shook Me All Night Long
| Land/Region                  | Auszeichnungen für Musikverkäufe (Land/Region, Auszeichnung, Verkäufe) | Verkäufe   |
| ---------------------------- | ---------------------------------------------------------------------- | ---------- |
| Australien (ARIA)            | 10× Platin                                                             | 700.000    |
| Brasilien (PMB)              | Platin                                                                 | 60.000     |
| Dänemark (IFPI)              | Platin                                                                 | 90.000     |
| Deutschland (BVMI)           | Gold                                                                   | 250.000    |
| Italien (FIMI)               | 2× Platin                                                              | 140.000    |
| Kanada (MC)                  | Diamant                                                                | 800.000    |
| Mexiko (AMPROFON)            | Diamant · + Platin                                                     | 360.000    |
| Neuseeland (RMNZ)            | 5× Platin                                                              | 150.000    |
| Portugal (AFP)               | Platin                                                                 | 10.000     |
| Spanien (Promusicae)         | 2× Platin                                                              | 120.000    |
| Vereinigte Staaten (RIAA)    | 6× Platin · + Platin (Mastertone)                                      | 7.000.000  |
| Vereinigtes Königreich (BPI) | 2× Platin                                                              | 1.200.000  |
| Insgesamt                    | 1× Gold · 32× Platin · 2× Diamant ·                                    | 10.980.000 |

### Hells Bells
| Land/Region                  | Auszeichnungen für Musikverkäufe (Land/Region, Auszeichnung, Verkäufe) | Verkäufe  |
| ---------------------------- | ---------------------------------------------------------------------- | --------- |
| Brasilien (PMB)              | Gold                                                                   | 30.000    |
| Dänemark (IFPI)              | Gold                                                                   | 45.000    |
| Deutschland (BVMI)           | Gold                                                                   | 250.000   |
| Italien (FIMI)               | Gold                                                                   | 25.000    |
| Kanada (MC)                  | 4× Platin · + Gold (Ringtone)                                          | 340.000   |
| Mexiko (AMPROFON)            | Platin                                                                 | 60.000    |
| Neuseeland (RMNZ)            | Platin                                                                 | 30.000    |
| Spanien (Promusicae)         | Gold                                                                   | 30.000    |
| Vereinigte Staaten (RIAA)    | 3× Platin · + Gold (Ringtone)                                          | 3.500.000 |
| Vereinigtes Königreich (BPI) | Gold                                                                   | 400.000   |
| Insgesamt                    | 8× Gold · 9× Platin ·                                                  | 4.710.000 |

### Back in Black
| Land/Region                  | Auszeichnungen für Musikverkäufe (Land/Region, Auszeichnung, Verkäufe) | Verkäufe   |
| ---------------------------- | ---------------------------------------------------------------------- | ---------- |
| Brasilien (PMB)              | 2× Platin                                                              | 120.000    |
| Dänemark (IFPI)              | Platin                                                                 | 90.000     |
| Deutschland (BVMI)           | Platin                                                                 | 500.000    |
| Italien (FIMI)               | 3× Platin                                                              | 300.000    |
| Kanada (MC)                  | 9× Platin · + 2× Platin (Ringtone)                                     | 800.000    |
| Mexiko (AMPROFON)            | 2× Diamant · + 5× Gold                                                 | 750.000    |
| Neuseeland (RMNZ)            | 5× Platin                                                              | 150.000    |
| Portugal (AFP)               | 2× Platin                                                              | 20.000     |
| Spanien (Promusicae)         | 2× Platin                                                              | 120.000    |
| Vereinigte Staaten (RIAA)    | 7× Platin · + 2× Platin (Mastertone)                                   | 9.000.000  |
| Vereinigtes Königreich (BPI) | 3× Platin                                                              | 1.800.000  |
| Insgesamt                    | 1× Gold · 41× Platin · 2× Diamant ·                                    | 13.650.000 |

### Rock and Roll Ain’t Noise Pollution
| Land/Region | Auszeichnungen für Musikverkäufe (Land/Region, Auszeichnung, Verkäufe) | Verkäufe |
| ----------- | ---------------------------------------------------------------------- | -------- |
| Kanada (MC) | Platin                                                                 | 80.000   |
| Insgesamt   | 1× Platin ·                                                            | 80.000   |

### For Those About to Rock (We Salute You)
| Land/Region | Auszeichnungen für Musikverkäufe (Land/Region, Auszeichnung, Verkäufe) | Verkäufe |
| ----------- | ---------------------------------------------------------------------- | -------- |
| Kanada (MC) | Platin                                                                 | 80.000   |
| Insgesamt   | 1× Platin ·                                                            | 80.000   |

### Who Made Who
| Land/Region | Auszeichnungen für Musikverkäufe (Land/Region, Auszeichnung, Verkäufe) | Verkäufe |
| ----------- | ---------------------------------------------------------------------- | -------- |
| Kanada (MC) | 2× Platin                                                              | 160.000  |
| Insgesamt   | 2× Platin ·                                                            | 160.000  |

### Thunderstruck
| Land/Region                  | Auszeichnungen für Musikverkäufe (Land/Region, Auszeichnung, Verkäufe) | Verkäufe   |
| ---------------------------- | ---------------------------------------------------------------------- | ---------- |
| Australien (ARIA)            | 10× Platin                                                             | 700.000    |
| Brasilien (PMB)              | Platin                                                                 | 60.000     |
| Dänemark (IFPI)              | 2× Platin                                                              | 180.000    |
| Deutschland (BVMI)           | 3× Gold                                                                | 900.000    |
| Italien (FIMI)               | 3× Platin                                                              | 300.000    |
| Kanada (MC)                  | Diamant · + Platin (Ringtone)                                          | 840.000    |
| Mexiko (AMPROFON)            | 7× Gold                                                                | 210.000    |
| Neuseeland (RMNZ)            | 6× Platin                                                              | 180.000    |
| Portugal (AFP)               | Platin                                                                 | 10.000     |
| Spanien (Promusicae)         | 3× Platin                                                              | 180.000    |
| Vereinigte Staaten (RIAA)    | Diamant · + Platin (Mastertone)                                        | 11.000.000 |
| Vereinigtes Königreich (BPI) | 3× Platin                                                              | 1.800.000  |
| Insgesamt                    | 2× Gold · 35× Platin · 2× Diamant ·                                    | 16.360.000 |

### Moneytalks
| Land/Region | Auszeichnungen für Musikverkäufe (Land/Region, Auszeichnung, Verkäufe) | Verkäufe |
| ----------- | ---------------------------------------------------------------------- | -------- |
| Kanada (MC) | Platin                                                                 | 80.000   |
| Insgesamt   | 1× Platin ·                                                            | 80.000   |

### Are You Ready
| Land/Region       | Auszeichnungen für Musikverkäufe (Land/Region, Auszeichnung, Verkäufe) | Verkäufe |
| ----------------- | ---------------------------------------------------------------------- | -------- |
| Kanada (MC)       | Gold                                                                   | 40.000   |
| Neuseeland (RMNZ) | Gold                                                                   | 5.000    |
| Insgesamt         | 2× Gold ·                                                              | 45.000   |

### Big Gun
| Land/Region       | Auszeichnungen für Musikverkäufe (Land/Region, Auszeichnung, Verkäufe) | Verkäufe |
| ----------------- | ---------------------------------------------------------------------- | -------- |
| Neuseeland (RMNZ) | Gold                                                                   | 5.000    |
| Insgesamt         | 1× Gold ·                                                              | 5.000    |

### Stiff Upper Lip
| Land/Region | Auszeichnungen für Musikverkäufe (Land/Region, Auszeichnung, Verkäufe) | Verkäufe |
| ----------- | ---------------------------------------------------------------------- | -------- |
| Kanada (MC) | Gold                                                                   | 40.000   |
| Insgesamt   | 1× Gold ·                                                              | 40.000   |

### Rock ’n’ Roll Train
| Land/Region     | Auszeichnungen für Musikverkäufe (Land/Region, Auszeichnung, Verkäufe) | Verkäufe |
| --------------- | ---------------------------------------------------------------------- | -------- |
| Brasilien (PMB) | Platin                                                                 | 60.000   |
| Kanada (MC)     | Platin                                                                 | 80.000   |
| Insgesamt       | 2× Platin ·                                                            | 140.000  |

### Shoot to Thrill
| Land/Region                  | Auszeichnungen für Musikverkäufe (Land/Region, Auszeichnung, Verkäufe) | Verkäufe  |
| ---------------------------- | ---------------------------------------------------------------------- | --------- |
| Brasilien (PMB)              | Gold                                                                   | 30.000    |
| Italien (FIMI)               | Gold                                                                   | 35.000    |
| Kanada (MC)                  | 3× Platin                                                              | 240.000   |
| Mexiko (AMPROFON)            | Platin                                                                 | 60.000    |
| Spanien (Promusicae)         | Gold                                                                   | 30.000    |
| Vereinigte Staaten (RIAA)    | 2× Platin                                                              | 2.000.000 |
| Vereinigtes Königreich (BPI) | Platin                                                                 | 600.000   |
| Insgesamt                    | 3× Gold · 7× Platin ·                                                  | 2.995.000 |

### Rock or Bust
| Land/Region     | Auszeichnungen für Musikverkäufe (Land/Region, Auszeichnung, Verkäufe) | Verkäufe |
| --------------- | ---------------------------------------------------------------------- | -------- |
| Brasilien (PMB) | Gold                                                                   | 30.000   |
| Kanada (MC)     | Gold                                                                   | 40.000   |
| Insgesamt       | 2× Gold ·                                                              | 70.000   |

### Shot in the Dark
| Land/Region | Auszeichnungen für Musikverkäufe (Land/Region, Auszeichnung, Verkäufe) | Verkäufe |
| ----------- | ---------------------------------------------------------------------- | -------- |
| Kanada (MC) | Gold                                                                   | 40.000   |
| Insgesamt   | 1× Gold ·                                                              | 40.000   |

## Auszeichnungen nach Lieder

### Ride On
| Land/Region | Auszeichnungen für Musikverkäufe (Land/Region, Auszeichnung, Verkäufe) | Verkäufe |
| ----------- | ---------------------------------------------------------------------- | -------- |
| Kanada (MC) | Gold                                                                   | 40.000   |
| Insgesamt   | 1× Gold ·                                                              | 40.000   |

### Big Balls
| Land/Region | Auszeichnungen für Musikverkäufe (Land/Region, Auszeichnung, Verkäufe) | Verkäufe |
| ----------- | ---------------------------------------------------------------------- | -------- |
| Kanada (MC) | Gold                                                                   | 40.000   |
| Insgesamt   | 1× Gold ·                                                              | 40.000   |

### If You Want Blood You’ve Got It
| Land/Region | Auszeichnungen für Musikverkäufe (Land/Region, Auszeichnung, Verkäufe) | Verkäufe |
| ----------- | ---------------------------------------------------------------------- | -------- |
| Kanada (MC) | Gold                                                                   | 40.000   |
| Insgesamt   | 1× Gold ·                                                              | 40.000   |

### Have a Drink On Me
| Land/Region | Auszeichnungen für Musikverkäufe (Land/Region, Auszeichnung, Verkäufe) | Verkäufe |
| ----------- | ---------------------------------------------------------------------- | -------- |
| Kanada (MC) | Gold                                                                   | 40.000   |
| Insgesamt   | 1× Gold ·                                                              | 40.000   |

## Auszeichnungen nach Videoalben

### AC/DC: Let There Be Rock
| Land/Region                  | Auszeichnungen für Musikverkäufe (Land/Region, Auszeichnung, Verkäufe) | Verkäufe |
| ---------------------------- | ---------------------------------------------------------------------- | -------- |
| Vereinigtes Königreich (BPI) | Platin                                                                 | 50.000   |
| Insgesamt                    | 1× Platin ·                                                            | 50.000   |

### Who Made Who
| Land/Region               | Auszeichnungen für Musikverkäufe (Land/Region, Auszeichnung, Verkäufe) | Verkäufe |
| ------------------------- | ---------------------------------------------------------------------- | -------- |
| Vereinigte Staaten (RIAA) | Gold                                                                   | 50.000   |
| Insgesamt                 | 1× Gold ·                                                              | 50.000   |

### AC/DC
| Land/Region       | Auszeichnungen für Musikverkäufe (Land/Region, Auszeichnung, Verkäufe) | Verkäufe |
| ----------------- | ---------------------------------------------------------------------- | -------- |
| Australien (ARIA) | Platin                                                                 | 15.000   |
| Insgesamt         | 1× Platin ·                                                            | 15.000   |

### Live at Donington
| Land/Region                  | Auszeichnungen für Musikverkäufe (Land/Region, Auszeichnung, Verkäufe) | Verkäufe  |
| ---------------------------- | ---------------------------------------------------------------------- | --------- |
| Argentinien (CAPIF)          | Platin                                                                 | 8.000     |
| Australien (ARIA)            | 7× Platin                                                              | 105.000   |
| Deutschland (BVMI)           | 3× Platin                                                              | 150.000   |
| Finnland (IFPI)              | Gold                                                                   | 8.078     |
| Frankreich (SNEP)            | 3× Platin                                                              | 60.000    |
| Neuseeland (RMNZ)            | Platin                                                                 | 5.000     |
| Österreich (IFPI)            | Gold                                                                   | 5.000     |
| Portugal (AFP)               | Silber                                                                 | 2.000     |
| Schweden (IFPI)              | Gold                                                                   | 10.000    |
| Schweiz (IFPI)               | Platin                                                                 | 6.000     |
| Spanien (Promusicae)         | Gold                                                                   | 10.000    |
| Vereinigte Staaten (RIAA)    | 6× Platin                                                              | 600.000   |
| Vereinigtes Königreich (BPI) | 2× Platin                                                              | 100.000   |
| Insgesamt                    | 1× Silber · 4× Gold · 24× Platin ·                                     | 1.069.078 |

### No Bull
| Land/Region                  | Auszeichnungen für Musikverkäufe (Land/Region, Auszeichnung, Verkäufe) | Verkäufe |
| ---------------------------- | ---------------------------------------------------------------------- | -------- |
| Argentinien (CAPIF)          | Platin                                                                 | 8.000    |
| Australien (ARIA)            | 6× Platin                                                              | 90.000   |
| Deutschland (BVMI)           | Gold                                                                   | 25.000   |
| Finnland (IFPI)              | —                                                                      | 2.435    |
| Frankreich (SNEP)            | 2× Platin                                                              | 40.000   |
| Neuseeland (RMNZ)            | Platin                                                                 | 5.000    |
| Österreich (IFPI)            | Gold                                                                   | 5.000    |
| Spanien (Promusicae)         | Gold                                                                   | 10.000   |
| Vereinigte Staaten (RIAA)    | 5× Platin                                                              | 500.000  |
| Vereinigtes Königreich (BPI) | Platin                                                                 | 50.000   |
| Insgesamt                    | 3× Gold · 16× Platin ·                                                 | 735.435  |

### Stiff Upper Lip Live
| Land/Region                  | Auszeichnungen für Musikverkäufe (Land/Region, Auszeichnung, Verkäufe) | Verkäufe |
| ---------------------------- | ---------------------------------------------------------------------- | -------- |
| Argentinien (CAPIF)          | Platin                                                                 | 8.000    |
| Australien (ARIA)            | Platin                                                                 | 15.000   |
| Österreich (IFPI)            | 2× Platin                                                              | 20.000   |
| Vereinigte Staaten (RIAA)    | Gold                                                                   | 50.000   |
| Vereinigtes Königreich (BPI) | Gold                                                                   | 25.000   |
| Insgesamt                    | 2× Gold · 4× Platin ·                                                  | 118.000  |

### Family Jewels
| Land/Region                  | Auszeichnungen für Musikverkäufe (Land/Region, Auszeichnung, Verkäufe) | Verkäufe  |
| ---------------------------- | ---------------------------------------------------------------------- | --------- |
| Australien (ARIA)            | 10× Platin                                                             | 150.000   |
| Belgien (BRMA)               | Gold                                                                   | 25.000    |
| Dänemark (IFPI)              | Platin                                                                 | 40.000    |
| Deutschland (BVMI)           | 7× Gold                                                                | 175.000   |
| Finnland (IFPI)              | Platin                                                                 | 14.803    |
| Frankreich (SNEP)            | 2× Platin                                                              | 40.000    |
| Kanada (MC)                  | 5× Platin                                                              | 50.000    |
| Neuseeland (RMNZ)            | 2× Platin                                                              | 10.000    |
| Österreich (IFPI)            | Gold                                                                   | 5.000     |
| Schweden (IFPI)              | Gold                                                                   | 10.000    |
| Schweiz (IFPI)               | 2× Platin                                                              | 12.000    |
| Spanien (Promusicae)         | Platin                                                                 | 25.000    |
| Vereinigte Staaten (RIAA)    | 10× Platin                                                             | 1.000.000 |
| Vereinigtes Königreich (BPI) | 2× Platin                                                              | 100.000   |
| Insgesamt                    | 4× Gold · 37× Platin ·                                                 | 1.726.803 |

### Plug Me In
| Land/Region                  | Auszeichnungen für Musikverkäufe (Land/Region, Auszeichnung, Verkäufe) | Verkäufe  |
| ---------------------------- | ---------------------------------------------------------------------- | --------- |
| Australien (ARIA)            | 7× Platin                                                              | 105.000   |
| Deutschland (BVMI)           | 2× Platin                                                              | 100.000   |
| Finnland (IFPI)              | Gold                                                                   | 6.490     |
| Frankreich (SNEP)            | 3× Platin                                                              | 60.000    |
| Italien (FIMI)               | —                                                                      | 10.000    |
| Kanada (MC)                  | 3× Platin                                                              | 30.000    |
| Neuseeland (RMNZ)            | 2× Platin                                                              | 10.000    |
| Österreich (IFPI)            | Gold                                                                   | 5.000     |
| Schweiz (IFPI)               | Platin                                                                 | 6.000     |
| Spanien (Promusicae)         | Platin                                                                 | 25.000    |
| Vereinigte Staaten (RIAA)    | 5× Platin                                                              | 500.000   |
| Vereinigtes Königreich (BPI) | Platin                                                                 | 50.000    |
| Insgesamt                    | 2× Gold · 22× Platin ·                                                 | 1.007.490 |

### Live at River Plate
| Land/Region                  | Auszeichnungen für Musikverkäufe (Land/Region, Auszeichnung, Verkäufe) | Verkäufe |
| ---------------------------- | ---------------------------------------------------------------------- | -------- |
| Australien (ARIA)            | 5× Platin                                                              | 75.000   |
| Deutschland (BVMI)           | 3× Platin                                                              | 150.000  |
| Finnland (IFPI)              | Gold                                                                   | 6.265    |
| Frankreich (SNEP)            | Diamant                                                                | 60.000   |
| Irland (IRMA)                | Gold                                                                   | 2.000    |
| Neuseeland (RMNZ)            | Gold                                                                   | 2.500    |
| Österreich (IFPI)            | Gold                                                                   | 5.000    |
| Polen (ZPAV)                 | Gold                                                                   | 5.000    |
| Portugal (AFP)               | 4× Platin                                                              | 32.000   |
| Spanien (Promusicae)         | Gold                                                                   | 10.000   |
| Vereinigtes Königreich (BPI) | 2× Platin                                                              | 100.000  |
| Insgesamt                    | 6× Gold · 14× Platin · 1× Diamant ·                                    | 443.265  |

## Statistik und Quellen
| Land/RegionAuszeichnungen für Musikverkäufe (Land/Region, Auszeichnungen, Verkäufe, Quellen) | Silber     | Gold         | Platin         | Diamant       | Verkäufe    | Quellen |
| -------------------------------------------------------------------------------------------- | ---------- | ------------ | -------------- | ------------- | ----------- | --- |
| Argentinien (CAPIF)                                                                          | —          | 5× Gold5     | 10× Platin10   | —             | 544.000     | capif.org.ar (Memento vom 6. Juli 2011 im Internet Archive) AR2 (Memento vom 31. Mai 2011 im Internet Archive) |
| Australien (ARIA)                                                                            | —          | 3× Gold3     | 150× Platin150 | —             | 8.650.000   | aria.com.au |
| Belgien (BRMA)                                                                               | —          | 2× Gold2     | 2× Platin2     | —             | 100.000     | ultratop.be |
| Brasilien (PMB)                                                                              | —          | 7× Gold7     | 12× Platin12   | —             | 1.000.000   | pro-musicabr.org.br                                                                                            |
| Dänemark (IFPI)                                                                              | —          | 5× Gold5     | 17× Platin17   | —             | 915.000     | ifpi.dk |
| Deutschland (BVMI)                                                                           | —          | 17× Gold17   | 36× Platin36   | Diamant1      | 14.450.000  | musikindustrie.de                                                                                              |
| Europa (IFPI)                                                                                | —          | —            | 5× Platin5     | —             | (5.000.000) | ifpi.org (Memento vom 1. Januar 2014 im Internet Archive)                                                      |
| Finnland (IFPI)                                                                              | —          | 8× Gold8     | 5× Platin5     | —             | 323.604     | ifpi.fi |
| Frankreich (SNEP)                                                                            | —          | 10× Gold10   | 24× Platin24   | Diamant1      | 4.580.000   | infodisc.fr snepmusique.com                                                                                    |
| Griechenland (IFPI)                                                                          | —          | Gold1        | Platin1        | —             | 13.000      | Einzelnachweise                                                                                                |
| Irland (IRMA)                                                                                | —          | Gold1        | 3× Platin3     | —             | 42.000      | irishcharts.ie                                                                                                 |
| Italien (FIMI)                                                                               | —          | 9× Gold9     | 20× Platin20   | —             | 1.795.000   | fimi.it |
| Kanada (MC)                                                                                  | —          | 16× Gold16   | 82× Platin82   | 3× Diamant3   | 9.280.000   | musiccanada.com                                                                                                |
| Mexiko (AMPROFON)                                                                            | —          | 6× Gold6     | 10× Platin10   | 5× Diamant5   | 2.280.000   | amprofon.com.mx                                                                                                |
| Neuseeland (RMNZ)                                                                            | —          | 7× Gold7     | 72× Platin72   | —             | 1.540.000   | aotearoamusiccharts.co.nz NZ2 (Memento vom 24. Juli 2011 im Internet Archive) NZ3                              |
| Niederlande (NVPI)                                                                           | —          | —            | Platin1        | —             | 60.000      | nvpi.nl |
| Österreich (IFPI)                                                                            | —          | 12× Gold12   | 10× Platin10   | —             | 365.000     | ifpi.at |
| Polen (ZPAV)                                                                                 | —          | 2× Gold2     | 9× Platin9     | —             | 195.000     | olis.pl |
| Portugal (AFP)                                                                               | Silber1    | 4× Gold4     | 10× Platin10   | —             | 120.000     | Einzelnachweise                                                                                                |
| Russland (NFPF)                                                                              | —          | Gold1        | Platin1        | —             | 30.000      | 2m-online.ru (Memento vom 15. Februar 2009 im Internet Archive)                                                |
| Schweden (IFPI)                                                                              | —          | 5× Gold5     | 6× Platin6     | —             | 425.000     | sverigetopplistan.se                                                                                           |
| Schweiz (IFPI)                                                                               | —          | 8× Gold8     | 21× Platin21   | —             | 914.000     | hitparade.ch                                                                                                   |
| Spanien (Promusicae)                                                                         | —          | 22× Gold22   | 22× Platin22   | —             | 2.415.000   | elportaldemusica.es mediafire.com                                                                              |
| Ungarn (MAHASZ)                                                                              | —          | —            | 4× Platin4     | —             | 24.000      | slagerlistak.hu                                                                                                |
| Vereinigte Staaten (RIAA)                                                                    | —          | 6× Gold6     | 123× Platin123 | 3× Diamant3   | 134.400.000 | riaa.com |
| Vereinigtes Königreich (BPI)                                                                 | 4× Silber4 | 19× Gold19   | 28× Platin28   | —             | 14.265.000  | bpi.co.uk |
| Insgesamt                                                                                    | 5× Silber5 | 176× Gold176 | 684× Platin684 | 13× Diamant13 |             | |